# Vito Cardaci
Vito Cardaci (Regalbuto, 2 gennaio 1924 – 2001) è stato un politico italiano.

## Biografia
Democristiano, fu impegnato in politica nella città di Enna, dove fu eletto più volte consigliere comunale. In qualità di assessore alla cultura, fu il fautore dell'istituzione del concorso per pianisti e cantanti lirici in onore di Francesco Paolo Neglia, anche in virtù della sua amicizia con Giuseppe, figlio dell'artista. Dal 1987 al 1992 fu sindaco di Enna. Durante il suo mandato, nel marzo 1991, fu avviato il progetto di piano regolatore generale cittadino, affidato all'architetto Leonardo Urbani.
Ogni anno si svolge in sua memoria a Enna il torneo di calcio "Vito Cardaci", organizzato in occasione dei festeggiamenti della Madonna de' Carusi, con la collaborazione del CONI e della FIGC di Enna.